# Sint-Amanduskerk (Rozenaken)

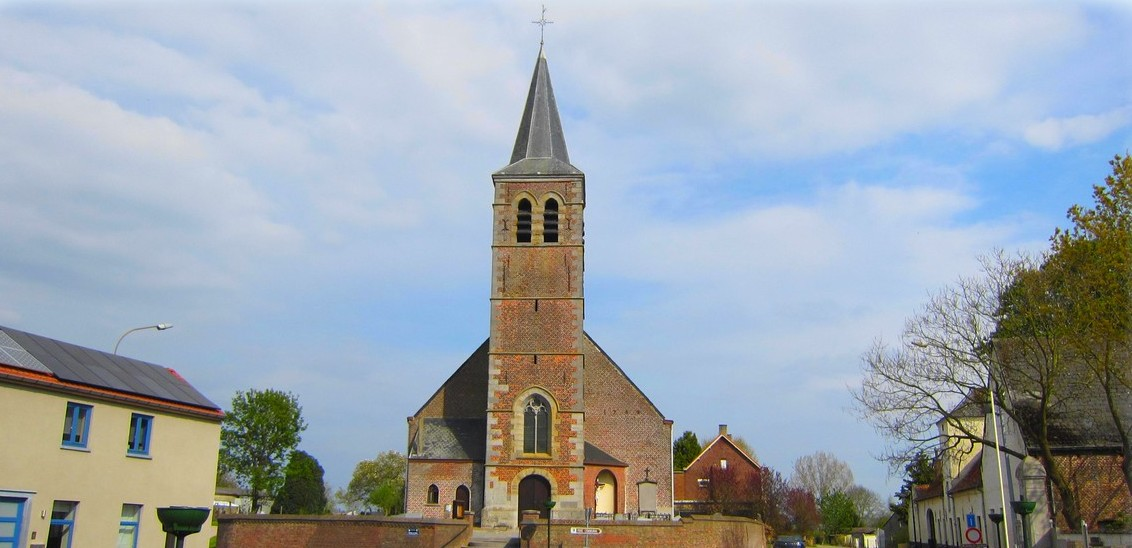
Sint-Amanduskerk

De Sint-Amanduskerk is de parochiekerk van de tot de Henegouwse gemeente Mont-de-l'Enclus behorende plaats Rozenaken (Russeignies), gelegen aan de Place de Russeignies.
Deze bakstenen kerk ligt op een verhoging te midden van een kerkhof. De voorgebouwde toren omstreeks 1600 in gotische stijl opgetrokken. De eigenlijke driebeukige kerk is een classicistisch bouwwerk van 1782. Het koor is driezijdig afgesloten.
Aan de buitenzijde van de kerk, links van het ingangsportaal, bevindt zich een ingemetselde grafsteen van 1575, in renaissancestijl.

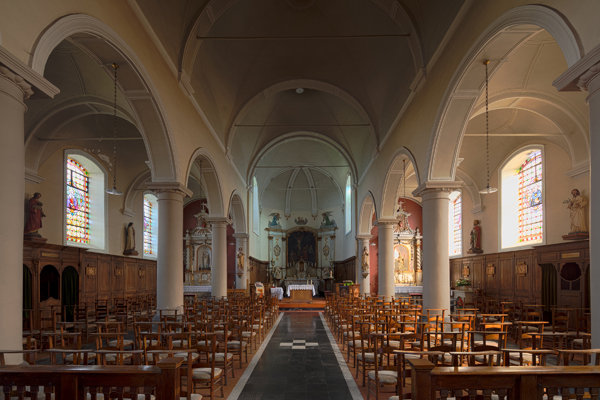
Interieur
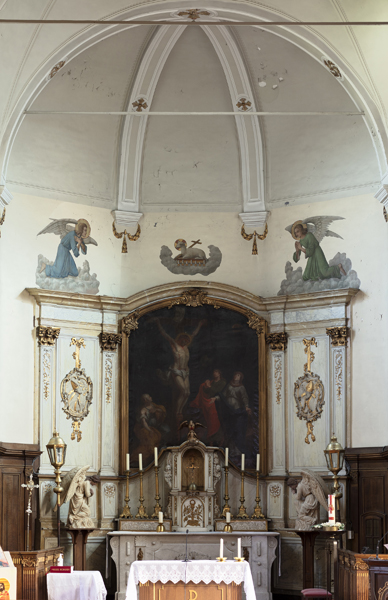
Hoofdaltaar
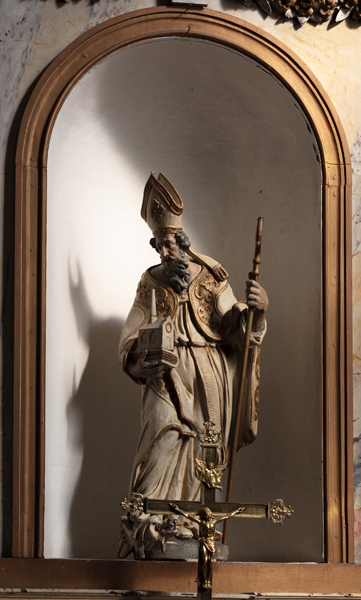
Sint Almand
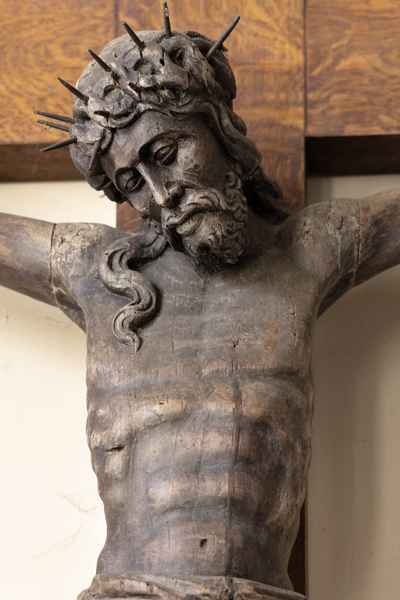
Crucifix
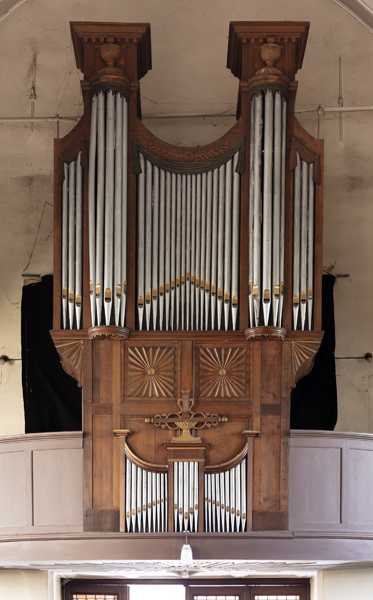
Orgel